# Copa do Mundo FIFA de Futebol de Areia de 2017
A Copa do Mundo FIFA de Futebol de Areia de 2017 foi a 19ª edição da competição organizada pela Federação Internacional de Futebol (FIFA). O evento foi realizado em Nassau, nas Bahamas, entre 27 de abril e 7 de maio.
Depois de oito anos, o Brasil voltou a conquistar o título ao derrotar o Taiti na decisão por 6–0. Foi o quinto título conquistado desde que o torneio passou a ser organizado pelo FIFA, e o 14º no geral.

## Equipes participantes
Além das Bahamas, classificada previamente como país sede, outras 15 equipes classificaram-se para a competição: